# Sjeverni romski jezici
Sjeverni romski jezici, sjeverna podskupina romskih jezika koji se govore u središnjoj i sjevernoj Europi na području Poljske, Češke, Rumunjske, Slovačke, Mađarske, Baltika, Finske, Velike Britanije, i dijelova bivše Jugoslavije.
Sjevernu podskupinu sačinjavaju jezici baltički romski [rml] (Poljska, Latvija, Litva), preko 58.000; karpatski romski [rmc] (Češka, Slovačka), 472.000; kalo-finski romski [rmf] (Finska, Švedska), preko 11.000; sintski romski [rmo] (Srbija, Njemačka, Francuska, Italija, Švicarska), preko 318.000, ima brojne dijalekte; i velški romski [rmw], nepoznat broj u Walesu i Engleskoj (Ujedinjeno Kraljevstvo).

## Vanjske poveznice
- Ethnologue (14th)
- Ethnologue (15th)